# 勒内达勒
勒内达勒（法語：Renédale，法語發音：[ʁənedal]）是法国杜省的一个市镇，属于蓬塔利耶区。

## 地理
勒内达勒（47°1'4"N, 6°16'39"E）面积2.88 平方千米，位于法国勃艮第-弗朗什-孔泰大區杜省，该省份为法国东部内陆省份，北起上索恩省，西接汝拉省，东部及东南部与瑞士接壤，东北部与贝尔福地区省接壤。
与勒内达勒接壤的市镇（或旧市镇、城区）包括：穆捷欧特皮埃尔、乌昂。

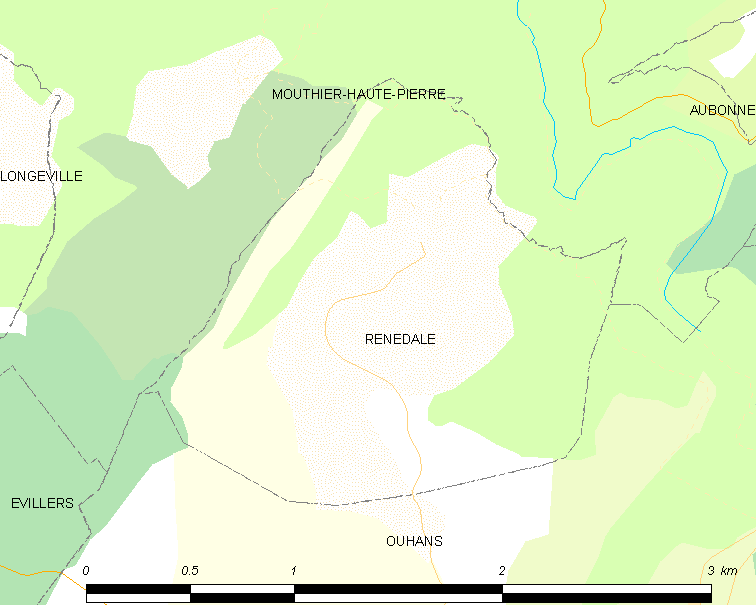
勒内达勒的OSM定位图

勒内达勒的时区为UTC+01:00、UTC+02:00（夏令时）。

## 行政
勒内达勒的邮政编码为25520，INSEE市镇编码为25487。

## 政治
勒内达勒所属的省级选区为奥尔南县。

## 人口

1962-2008年间勒内达勒人口变化图示

勒内达勒于2022年1月1日时的人口数量为43人。